# MX Velorum
MX Velorum (MX Vel / HD 67341 / HR 3179) es una estrella de magnitud aparente +6,16.
Se localiza en la constelación de Vela —una de las partes en que fue dividida la antigua constelación de Argo Navis— visualmente 48 minutos de arco al oeste de γ Velorum.
MX Velorum es una estrella blanco-azulada de la secuencia principal de tipo espectral B3Vnp.
Con una temperatura efectiva de aproximadamente 18.700 K, es una estrella muy luminosa, 19.800 veces más que el Sol.
Su radio es 3,5 veces más grande que el radio solar y posee una masa 11,2 veces mayor que la masa solar;
dicha masa está por encima del límite a partir del cual las estrellas finalizan su vida violentamente, explosionando en forma de supernova.
Es una estrella Be de brillo variable, siendo su amplitud de variación de 0,07 magnitudes.
MX Velorum es una estrella distante que está a unos 1000 pársecs (3250 años luz) del sistema solar.
Es miembro de la asociación estelar Vela OB2.